# Мандзюк Олександр Васильович
Олекса́ндр Васи́льович Мандзю́к (нар. 10 січня 1983, Віліне) — український футболіст, півзахисник хмельницього «Поділля». Старший брат футболіста Віталія Мандзюка.

## Біографія
Вихованець кримського футболу. У ДЮФЛ виступав за УОР Сімферополь.
2001 року потрапив у сімферопольський «ІгроСервіс», за який два роки виступав у другій лізі.
На початку 2004 року підписав контракт з хмельницьким «Динамо», проте майже одразу був відданий в оренду вищоліговій київській «Оболоні». У Вищій лізі дебютував 24 квітня 2004 року в матчі проти донецького «Шахтаря» (2:0). Всього за «пивоварів» провів три матчі у чемпіонаті і влітку повернувся в «Динамо», де став основним гравцем.
У зимове міжсезоння сезону 2006/2007 перейшов у першоліговий «Львів», проте вже відразу після завершення сезону влітку 2007 року перейшов у друголігову «Княжу» із села Щасливе. В першому ж сезоні Олександр забив за нову команду 15 голів у чемпіонаті і допоміг клубу вперше в історії вийти до першої ліги.
Після того як на початку 2009 року «Княжу» було розформовано, Мандзюк знову перейшов до «Львова», якому не зміг допомогти зберегти прописку у Прем'єр-лізі, але продовжив виступати у команді і у першій лізі.
Сезон 2010—2011 розпочав знову у складі «Оболоні». У першому ж матчі цього сезону відзначився дублем у ворота київського «Динамо», який дозволив «Оболоні» здобути у цій грі нічию 2:2. Провів за пивоварів два сезони і влітку 2012 року, після того як кияни вилетіли з еліти, покинув клуб.
В липні 2012 року підписав контракт з маріупольським «Іллічівцем».

## Досягнення
- Чемпіон Другої ліги: 2007/2008
- Срібний призер Другої ліги: 2002/2003
- Бронзовий призер Другої ліги: 2001/2002